# Eleccions legislatives gregues de 1928
Les eleccions legislatives gregues de 1928 se celebraren el 19 d'agost de 1928, les segones de la Segona República Hel·lena. Va guanyar el Partit Liberal i Elevthérios Venizelos va formar govern.
| Eleccions legislatives gregues de 1928                                                                                           | Eleccions legislatives gregues de 1928                       | Eleccions legislatives gregues de 1928 | Vots | Vots | Vots | Escons | Escons |
| Eleccions legislatives gregues de 1928                                                                                           | Eleccions legislatives gregues de 1928                       | Eleccions legislatives gregues de 1928 | No.  | %    | +− % | No.    | +−     |
| --- | ------------------------------------------------------------ | -------------------------------------- | ---- | ---- | ---- | ------ | ------ |
| | Partit Liberal Komma Fileleftheron                           | Elevthérios Venizelos                  |      | 46,9 |      | 178    |        |
| | Unió Democràtica Demokratiki Enosis                          | Alexandros Papanastasiou               |      | 6,7  |      | 20     |        |
| | Partit Popular Laikon Komma                                  | Panagis Tsaldaris                      |      | 23,9 |      | 19     |        |
| | Partit Nacional Democràtic Ethnikon Demokratikon Komma       | Georgios Kondilis                      |      | 2.7  |      | 9      |        |
| | Partit Conservador Democràtic Syntiritiko Demokratikon Komma | Andreas Michalakopoulos                |      | 1.6  |      | 5      |        |
| | Unió Progressista Proodeftiki Enosis                         | Konstantinos Zavitsanos                |      | 1.3  |      | 5      |        |
| | Partit Progressista Proodeftikon Komma                       | Georgios Kafandaris                    |      | 2.5  |      | 3      |        |
| | Partit dels Lliurepensadors Komma Eleftherofronon            | Ioannis Metaxàs                        |      | 5.3  |      | 1      |        |
| | Partit Agrari Agrotikon Komma                                |                                        |      | 1.7  |      | 0      |        |
| | Partit Comunista de Grècia Kommunistikon Komma Ellados       |                                        |      | 1.4  |      | 0      |        |
| | Unió Nacional de Grècia Ethniki Enosis                       | Theodoros Pangalos                     |      |      |      | 0      |        |
| | Altres                                                       |                                        |      | 5,9  |      | 10     |        |
| Vots vàlids | Vots vàlids                                                  | Vots vàlids                            |      | 100  |      | 250    |        |
| Vots nuls |                                                              |                                        |      |      |      |        |        |
| Total |                                                              |                                        |      |      |      |        |        |
| Participació | Participació                                                 | Participació                           | %    |      |      |        |        |
| Electorat |                                                              |                                        |      |      |      |        |        |
| Font: Web d'eleccions de Lar; Fundació Nacional de Recerca "Elevthérios K. Venizelos" Arxivat 2009-04-22 a Wayback Machine. 1928 |                                                              |                                        |      |      |      |        |        |